# Chiesa cattolica a Trinidad e Tobago
La Chiesa cattolica a Trinidad e Tobago è parte della Chiesa cattolica in comunione con il vescovo di Roma, il papa.

## Demografia
Lo stato insulare di Trinidad e Tobago, composto da due isole maggiori e di 21 isole minori, ha una superficie di 5.128 km² e una popolazione censita di 1.104.209 abitanti (2001). Il cristianesimo è la religione più diffusa nella repubblica. In base al censimento del 2001 il cattolicesimo costituiva la prima religione del Paese con il 26% della popolazione totale, seguita dall'induismo con il 22,5% e dall'anglicanesimo con il 7,8%.

## Storia
Trinidad e Tobago fu evangelizzata verso la fine del XV secolo, quando sull'isola di Trinidad arrivarono i domenicani ed i francescani. Nel 1672 la missione fu incorporata alla diocesi di Porto Rico e nel 1790 alla diocesi di Santo Tomás de Guayana. Quando nel 1797 le isole passarono sotto il controllo britannico, fu garantita libertà di culto ai cattolici. Nel 1818 la missione ottenne l'indipendenza ecclesiastica, con l'istituzione di un vicariato apostolico, che fu elevato al rango di arcidiocesi il 30 aprile 1850. Solo a partire dal 1864 gli arcivescovi iniziano un serio programma di evangelizzazione dell'isola di Tobago, dove nel frattempo avevano prosperato altre confessioni cristiane, in particolare anglicani e metodisti: Catherine Creigh passa alla storia come la prima cattolica di Tobago, battezzata il 5 marzo 1870.

## Organizzazione ecclesiastica
Oggi, nello stato insulare esiste una sola circoscrizione ecclesiastica cattolica, l'arcidiocesi di Porto di Spagna.
L'episcopato locale è membro di diritto della Conferenza episcopale delle Antille.

## Nunziatura apostolica
La nunziatura apostolica di Trinidad e Tobago è stata istituita il 23 luglio 1978 con il breve Commune omnium bonum di papa Paolo VI, separandola dalla delegazione apostolica nelle Antille. Il nunzio apostolico è anche nunzio in Barbados, Antigua e Barbuda, Bahamas, Dominica, Giamaica, Grenada, Saint Kitts e Nevis, Saint Lucia, Saint Vincent e Grenadine, Suriname e Guyana, e delegato apostolico nelle Antille.

### Nunzi apostolici
- Paul Fouad Naïm Tabet † (9 febbraio 1980 - 11 febbraio 1984 nominato pro-nunzio apostolico in Belize)
- Manuel Monteiro de Castro (16 febbraio 1985 - 21 agosto 1990 nominato nunzio apostolico in Honduras e El Salvador)
- Eugenio Sbarbaro (7 febbraio 1991 - 26 aprile 2000 nominato nunzio apostolico in Serbia e Montenegro)
- Emil Paul Tscherrig (8 luglio 2000 - 22 maggio 2004 nominato nunzio apostolico in Corea)
- Thomas Edward Gullickson (2 ottobre 2004 - 21 maggio 2011 nominato nunzio apostolico in Ucraina)
- Nicola Girasoli (21 dicembre 2011 - 16 giugno 2017 nominato nunzio apostolico in Perù)
- Fortunatus Nwachukwu (4 novembre 2017 - 17 dicembre 2021 nominato osservatore permanente della Santa Sede presso l'Ufficio delle Nazioni Unite ed Istituzioni specializzate a Ginevra e l'Organizzazione mondiale del commercio e rappresentante della Santa Sede presso l'Organizzazione internazionale per le migrazioni)
- Santiago De Wit Guzmán, dal 30 luglio 2022